# یواس‌اس انتیتام (۱۸۶۴)
یواس‌اس انتیتام (۱۸۶۴) (به انگلیسی: USS Antietam (1864)) یک کشتی بود که طول آن 312' 6" (between perpendiculars) بود. این کشتی در سال ۱۸۶۹ ساخته شد.